# Kallipädie
Kallipädie (griech.: kallipaidia aus kallós, ,schön‘, und paideuein, ,erziehen‘) bezeichnet die besonders im 18. Jahrhundert populären Lehren von der Zeugung schöner Kinder durch bewussten Einsatz der Einbildungskraft.

## Grundzüge der Kallipädie
Kallipädie bezeichnet im 18. Jahrhundert die Lehre, schöne Kinder zu erzeugen. Dahinter stand die Auffassung, dass die Einbildungskraft des zeugenden Paares und insbesondere der schwangeren Frau den Embryo positiv oder negativ beeinflussen könne im Hinblick auf seine spätere Gestalt und seinen Charakter.
Zu dem Thema kursierten zur damaligen Zeit zahllose Abhandlungen und Ratgeber mit Verhaltenstipps für Paare und Schwangere.
Die Lehren der Kallipädie beruhten auf unterschiedlichen Ansichten. Teilweise wurde angenommen, lediglich die Imagination der schwangeren Mutter habe die Macht, das Kind zu beeinflussen. Zum Teil galt die Theorie, dass auch der Vater im Moment des Beischlafs und der Zeugung durch Gedankenwirkung die Möglichkeit der Prägung des Kindes habe. Andere Autoren gingen noch darüber hinaus und schrieben der Einbildungskraft eines jeden Menschen zu, auch auf möglicherweise weit entfernte Erwachsene wirken zu können. Diese Beeinflussung könne Krankheiten bewirken oder Änderungen in Gestalt und Natur.
Einen wichtigen Zusammenhang zur Kallipädie nahm die sogenannte Versehung ein. Die Theorie der Versehung ging davon aus, dass der Anblick von Objekten oder auch deren bloße Vorstellung einen so starken Eindruck auf die Einbildungskraft einer Schwangeren ausüben könne, dass dem Embryo auf diese Weise Attribute des gesehenen Objekts angehaftet werden könnten. Die Versehung nahm im 18. Jahrhundert einen gewichtigen Anteil an der Erklärung von embryonalen Fehlbildungen ein.

## Ursprung und historische Entwicklung
Bereits in der Antike findet sich in Grundzügen die Ansicht, die Einbildungskraft der Eltern könne das Ungeborene beeinflussen. Als ein Vertreter dieser Thesen kann Plinius genannt werden, der behauptet, die Einbildung von Mann oder Frau könne bewirken, dass das Kind dem einen oder anderen oder allen beiden ähnlich werde. („Cogitatio utriusque, animum subito transcolans, effingere similitudinem aut miscere existimatur.“ (Naturalis historia, lib. 7, cap.12))
Aufgegriffen wurden diese Thesen auch in dem Roman „Die Abenteuer der schönen Chariklea“ von Heliodorus aus dem 3. Jahrhundert, in dem die Titelheldin von weißer Hautfarbe ist, während ihre Eltern schwarz sind. Laut ihrer Mutter habe diese während des Beischlafs eine weiße Marmorstatue betrachtet, deren Farbe auf die in dem Moment gezeugte Tochter abgefärbt habe.
Systematische und zusammenhängende Abhandlungen über Kallipädie entstanden erst in der Moralliteratur des späten Mittelalters. Ebenso im Mittelalter wurde die der Imagination zugeschriebene pathologische Wirkung besonders thematisiert. Auch in der Medizin fand sie Zustimmung, da die Ärzte eine Vielzahl an Krankheiten weder ursächlich erklären, noch therapieren konnten.
Während Versehung im 16. und 17. Jahrhundert die negative Beeinflussung des ungeborenen Kindes durch die Einbildungskraft in den Fokus nahm, begannen im 18. Jahrhundert Mediziner, auch mögliche Heilkräfte der Imagination in Betracht zu ziehen. Einer der ersten Ärzte, die sich auf diese Art mit der Theorie der Heilkraft der Imagination auseinandersetzten, war Ernst Anton Nicolai.
Im 18. Jahrhundert wurde durch Alexander Gottlieb Baumgartens „Aesthetica“ aus dem Jahr 1750 die Aufwertung der unteren Seelenvermögen initiiert. Zudem spielte die anthropologische Suche nach der Verbindungsstelle zwischen Körper und Psyche eine wichtige Rolle für eine Neudefinition der Einbildungskraft. So ging man davon aus, dass die von der Seele produzierte Einbildungskraft nicht nur Sinneseindrücke zu reproduzieren, sondern auch darüber hinaus mit Hilfe der Imagination eigene Regungen in Bilder zu fassen vermöge.
Im Verlauf der Aufklärung avancierten die Lehren der Kallipädie und der ,Versehung‘ nach Wegfall alternativer Erklärungsmodelle für Fehlbildungen von Neugeborenen (z. B. Zorn Gottes, Beischlaf mit dem Teufel, Hexerei) zum gesellschaftlichen Wissen. Ab der zweiten Hälfte des 18. Jahrhunderts war die Kallipädie allerdings in Abhängigkeit von der Region unter den Ärzten bereits auf dem Rückmarsch. Die Lehren der Kallipädie fanden sich unter der Bevölkerung allerdings noch bis tief ins 19. Jahrhundert.

## Kallipädie und Versehen
Bei der Versehung löse – so die Vertreter der Theorie – die Imagination oder der Anblick von Objekten starke Emotionen bei der Schwangeren aus, welche die Phantasie anregen. Eine derart erregte Einbildungskraft beeinflusse den Embryo, auf den sich das Erlebte ‚formend‘ übertrage.
Es gebe zwei formende Kräfte (vires plasticae), die wirksam werden bei der Zeugung, eine biologische und eine psychische, eine männliche und eine weibliche, eine formende und eine deformierende.
Grundlage dieses Zusammenhangs ist die Annahme, dass Leidenschaften eine bestimmte Beschaffenheit von Gedanken darstellen, die man sich im körperlichen Sinne als Bewegung vorzustellen habe. So können Leidenschaften die Geschwindigkeit des Blutes und der Lebensgeister beeinflussen.
Über den gemeinsamen Blutkreislauf können Affekte der Mutter in Form heftiger Bewegung des Blutes an das Kind weitergeben und dessen noch weicher und leicht deformierbarer Körper könne in Mitleidenschaft gezogen werden. Gliedmaßen können aus der Ursprungslage gebracht oder abgerissen werden und der Fötus könne sich dergestalt verändern, dass er tierähnliche Glieder ausbilde.
Der Zusammenhang zwischen Fehlbildung von Säuglingen und ‚Versehung‘ (und der Konzentration auf das Schöne zur Anregung ‚schöner‘ Menschenbildung) wurde im 18. Jahrhundert kontrovers diskutiert.

## Beispiele
Beispiele für den Einfluss der Kallipädie auf das ungeborene Kind lassen sich in zahlreichen zeitgenössischen Dokumenten des 18. Jahrhunderts finden.
Es kursierten vage Beschreibungen. So soll der Anblick eines Verstümmelten während der Schwangerschaft Fehlbildungen beim Kind bewirkt haben. Außerdem kann verschiedenes übermäßiges Verlangen seine Zeichen hinterlassen. Die übermäßige Lust auf Pfirsiche habe Pfirsich-ähnliche Hautstellen auf dem Körper des Kindes hinterlassen. Analog habe der Genuss von Kirschen beziehungsweise Erdbeeren zahlreiche rote Punkte auf der Haut des Kinds bewirkt. Eine Frau, die während der Schwangerschaft einer Räderung beiwohnte, habe in der Folge ein Kind mit zerschlagenen Gliedmaßen geboren. Die übermäßige Lust auf Muscheln habe den Kopf des Kindes zu einem Muschelfisch werden lassen.
Auch konkrete Beispiele wurden bezeugt. So wurde etwa in „Erfahrungen und Mittel, wie man schöne, gesunde und mit guten Anlagen begabt Kinder zeugen könne“ Maria Stuart als berühmtes Beispiel genannt, die während der Schwangerschaft die Erdolchung ihres Sekretärs miterlebte, woraufhin ihr Sohn Jakob mit einer besonderen Angst vor Schwertern und Klingen geboren worden sei. Ebendieses Beispiel führten auch die Gegner der Kallipädie zur Widerlegung der Theorie der ,Versehung‘ an. Ihnen diente die Tatsache, dass dieses Kind ohne körperliche Beeinträchtigungen (Schnitte, Wunden) geboren wurde, als Nachweis für die Unzuverlässigkeit der Kallipädie.
Als literarisches Beispiel lässt sich die Figur des Goldschmieds René Cardillac aus E.T.A. Hoffmanns „Das Fräulein von Scuderi“ benennen. Cardillacs Mutter entwickelt während der Schwangerschaft ein nahezu wahnsinniges Verlangen nach einem Goldschmuck, das immense Auswirkung auf den ungeborenen Sohn hat. Dieser verkauft Schmuck, wird aber im Anschluss vom unbändigen Verlangen gefasst, dieses verlorene Stück zu besitzen und raubt die Schmuckstücke zurück, wobei er die Käufer ermordet.

## Einflussmöglichkeiten der Einbildungskraft
Folgenden Emotionen werden Einflussmöglichkeiten auf die Leibesfrucht zugeschrieben: Zum einen heftiges Verlangen nach einer Sache (gleich ob erfüllbar oder unerfüllbar), zum anderen starkes Erschrecken, der Anblick eines hässlichen oder furchterregenden Gegenstandes und allgemein negative Emotionen, wie Furcht, Sorge, Bestürzung, Zorn und Verdruss. Auch alle Objekte, die mit Interesse oder Vergnügen lange betrachtet werden, können Auswirkungen auf das Kind haben.
Als Zeitpunkt für die mögliche Beeinflussung des Embryos nennt Plinius den Moment der Zeugung beziehungsweise des Beischlafs („Similitudinem quidem in mente reputatio est, et in qua creduntur multa fortuita pollere, visus, auditus, memoria, haustaeque imagines sub ipso conceptu.“). Die Vorstellung des 18. Jahrhunderts weitete diesen Zeitraum von der Empfängnis bis zur Geburt aus.
Es bestehe die Möglichkeit, das ungeborene Kind vor schlechten Auswirkungen zu schützen. Ein Befürworter der Kallipädie, Nicolas Malebranche, wird zitiert, dass bereits eine Bewegung der Hand zur rechten Zeit zum Teil einige böse Einflüsse aufhalten könne. Veranschaulicht wird diese Vorstellung durch den Vergleich mit einer Schleife, die den ungestümen Strom der unruhigen Geister aufhalten könne und selbige an einen Ort im Körper leite, an dem diese wirken können, ohne Schaden anzurichten.

## Anleitung zur Kallipädie
Im 18. Jahrhundert findet man zahlreiche Ratgeber und Abhandlungen, die sich mit Methoden zur Vervollkommnung des menschlichen Geschlechts beschäftigen. Ziele seien eine Steigerung der Schönheit, Klugheit, Gesundheit und des Edelmuts. Diese Ratgeber betreffen vor allem den Geschlechtsakt. Für die Zeugung eines schönen Kindes seien unter anderem hygienische Vorschriften, Tempo, Zeit, Häufigkeit, Art des Geschlechtsakts, Ernährung, Alter, Klima und Mondstellung von Bedeutung.
Der kallipädische Ratgeber „Erfahrungen und Mittel, wie man schöne, gesunde und mit guten Anlagen begabt Kinder zeugen könne“ benennt als wichtigste Voraussetzung die Liebe der Ehepartner. Die Ehepartner sollten sich während des Beischlafs gedanklich das gewünschte Idealbild ihres Kindes vorstellen und negative Affekte verdrängen. Während des Zeugungsakts sei die Imagination beider Elternteile erforderlich, im Nachhinein bewirke nur die Einbildungskraft der Mutter eine weitere Beeinflussung des Embryos. Um gesunde Kinder zu gebären, sei es erforderlich, dass auch beide Eltern gesund seien. Vorteilhaft sei, wenn die Mutter vor der Ehe noch Jungfrau sei und der Vater treu bliebe. Auch die Heirat solle nicht in zu jungem Alter erfolgen. Geschlechtsverkehr solle nicht übermäßig praktiziert werden, nicht bei schlechter Laune oder nach schwerem Essen. Anzuraten sei Geschlechtsverkehr am Morgen, da das Paar zu diesem Zeitpunkt noch nicht ermüdet vom Tagesgeschehen sei. Förderlich seien gute Nachrichten, schöne Gedanken, Umgang mit heiteren Menschen, ein Wiedersehen nach längerer Trennung, Versöhnung nach Streitigkeiten und gute Taten. Auch die Bestimmung des Geschlechts des Kindes sei durch spezielle Praktiken zu beeinflussen. So habe für die Geburt eines Sohnes die Frau beim Geschlechtsverkehr vor dem Mann zum Orgasmus zu kommen. Grundlage für diese These ist die Annahme, dass der Samen, der zuerst austritt, die Materie für das in Empfängnis begriffene Kind beisteuere, während der Samen des anderen für die Form verantwortlich sei, die letztlich auch das Geschlecht bestimme.
Auch für die Schwangerschaft werden der Frau einige Hinweise gegeben. Sie solle ihre Imagination auch weiterhin auf das Idealbild ihres Kindes lenken, ihren Körper beobachten und schützen und Überanstrengungen vermeiden. Auch der Umgang mit schönen und heiteren Menschen sei förderlich. Die werdende Mutter solle übermäßiger Wollust entsagen, soll angemessen essen, nicht viel heben und sich wenig bücken. Sie solle sich nicht heftig bewegen (kein Walzen, kein Reiten), Spaziergänge in der Natur unternehmen, da diese eine blühende Entwicklung des Kindes bewirken können. Sie solle schlechte Anblicke vermeiden und im Falle eines schädlichen Eindrucks oder einer negativen Emotion sofort für Ablenkung und Zerstreuung sorgen. Noch im Jahr 1708 verbot die Stadt Nürnberg die öffentliche Zurschaustellung missgebildeter Menschen, um das „Versehen“ der Schwangeren zu verhindern. Auch solle die werdende Mutter keine Angst haben vor dem Anblick von Gegenständen, die ihrem Kind schaden könnten. Der Ehemann dürfe die Schwangere nicht schlecht behandeln und müsse sie schützen vor Streitigkeiten.
Claude Quillet, ein Kallipädie-Befürworter, Arzt und Poet aus dem 17. Jahrhundert, führte in seinem Lehrgedicht "Callipaedia" Erläuterungen in Bezug auf Lehren der Astrologie an, zudem Ratschläge zu günstigen Sexualpraktiken und Regeln für den Beischlaf. Bei ihm wird lediglich die Imagination der Frau hervorgehoben im Augenblick der Befruchtung, die besonders gefördert werde durch die Betrachtung von Kunstwerken, wie zum Beispiel Gemälden oder Skulpturen. Nach Quillets Ansicht kommt der Kraft der Imagination eine ähnlich prägende Wirkung für das Ungeborene zu wie dem männlichen Samen. Während dieser die Lebenskraft beinhalte, wirke die Kraft der Bilder formgebend und ausgestaltend. Eine besondere Warnung spricht Quillet aber den schädlichen Einflüssen hässlicher Bilder zu. So müssten Frauen sich bemühen, keine unangenehmen visuellen Eindrücke zu haben, die den Embryo negativ prägen könnten.

## Debatte 18. Jahrhundert
Im 18. Jahrhundert gab es u. a. von Medizinern und Anatomen massive Kritik an der Theorie der ,Versehung‘. Deren wichtigstes Argument gegen den Einfluss der Einbildungskraft stützte sich auf die Erkenntnis, dass zwischen Mutter und Kind keine Nervenverbindungen vorliegen, die eine derartige Auswirkung der Einbildungskraft gewährleisten könnten. Die Gegenpartei entgegnete, dass Mutter und Kind einen Organismus bilden, zwischen dem eine Art ,Sympathie‘ vorliege, sodass für die Einflussnahme der Einbildungskraft keine Nervenstränge notwendig seien. Die Fehlbildungen der Säuglinge habe weiterhin selten beobachtbare Ähnlichkeit mit dem Objekt, an dem die Schwangere sich glaube, versehen zu haben. Auch an Tieren und Früchten ließen sich Fehlbildungen beobachten, womit kritisiert wurde, dass hier wohl kaum Einbildungskraft prägend wirken könne.
Die Annahme, dass die Psyche der Mutter Einfluss auf das Ungeborene nehmen könnte, wurde von Kritikern nur soweit unterstützt, als sie körperlich erklärbar war. So könne Verdruss den Appetit der Mutter vermindern und das Kind aufgrund dieses Mangels schädigen. Zorn der Mutter könne einen Schlaganfall oder eine verfrüht einsetzende Geburt bewirken. Die Erklärung für Fehlbildungen nach einem heftigen Erschrecken der Mutter erklärten Kritiker beispielsweise durch plötzliche Schreckbewegungen, die einen intrauterinen Druck auf das Kind ausüben können. Insgesamt galt also die These, dass alles, was das Kind schädigt, zuvor auch der Mutter Schaden zugefügt habe.